# 신흥 기술
신흥 기술 또는 이머징 기술(Emerging technologies)은 개발 또는 실제 적용, 또는 둘 다가 아직 크게 현실화되지 않은 기술이다. 이러한 기술은 일반적으로 새로운 것이지만 새로운 응용 분야를 찾는 오래된 기술도 포함한다. 신흥 기술은 종종 현상 유지를 바꿀 수 있는 것으로 인식된다.
신흥 기술은 급진적인 참신성(기원이 아니더라도 적용에 있어서), 비교적 빠른 성장, 일관성, 현저한 영향, 불확실성 및 모호성을 특징으로 한다. 다시 말해, 신흥 기술은 "시간이 지남에 따라 지속되는 일정한 일관성을 특징으로 하며 사회경제적 영역에 상당한 영향을 미칠 잠재력을 가진 급진적으로 새롭고 비교적 빠르게 성장하는 기술로 정의될 수 있으며, 행위자, 기관 및 이들 간의 상호작용 패턴의 구성과 관련 지식 생산 과정에서 관찰된다. 그러나 그 가장 두드러진 영향은 미래에 있으며, 따라서 출현 단계에서는 여전히 다소 불확실하고 모호하다."
신흥 기술에는 교육공학, 정보기술, 나노 기술, 생명공학기술, 로봇공학, 인공지능과 같은 다양한 기술이 포함된다.
새로운 기술 분야는 유사한 목표를 향해 발전하는 서로 다른 시스템들의 기술 융합의 결과로 나타날 수 있다. 융합은 음성(및 전화 기능), 데이터(및 생산성 응용 프로그램), 비디오와 같이 이전에 분리되었던 기술들을 함께 모아서 자원을 공유하고 상호 작용하게 하여 새로운 효율성을 창출한다.
신흥 기술은 경쟁 우위를 위한 분야 내에서 점진적인 발전을 나타내는 기술 혁신이다. 융합 기술은 이전에 별개였던 분야들이 어떤 식으로든 더 강력한 상호 연결과 유사한 목표를 향해 나아가는 것을 나타낸다. 그러나 여러 신흥 및 융합 기술의 영향 정도, 상태 및 경제적 생존 가능성에 대한 의견은 다양하다.

## 신흥 기술의 역사
기술의 역사에서 신흥 기술은 다양한 기술 분야의 현대적 발전과 혁신이다.
수세기 동안 혁신적인 방법과 새로운 기술이 개발되고 개방되었다. 이러한 기술 중 일부는 이론적 연구의 결과이며, 다른 일부는 상업적 연구개발의 결과이다.
기술 성장은 점진적인 발전과 와해성 기술을 포함한다. 전자의 예로는 이전 광학 기술인 콤팩트 디스크의 후속 개발을 목표로 한 DVD (디지털 비디오 디스크)의 점진적인 출시가 있었다. 이와 대조적으로, 와해성 기술은 새로운 방법이 이전 기술을 대체하고 불필요하게 만드는 경우를 말한다. 예를 들어, 말로 끄는 마차가 자동차 및 기타 차량으로 대체된 경우가 있다.

## 신흥 기술 논쟁
컴퓨터 과학자 빌 조이를 비롯한 많은 작가들은 인류의 미래에 중요하다고 생각하는 기술 클러스터를 식별했다. 조이는 기술이 엘리트들에 의해 선하거나 악하게 사용될 수 있다고 경고한다. 그들은 기술을 나머지 인류를 위한 "선한 목자"로 사용하거나, 다른 모든 사람들이 불필요하다고 판단하고 기술에 의해 불필요해진 사람들의 대량 멸종을 추진할 수 있다.
기술 변화의 이점을 옹호하는 사람들은 일반적으로 신흥 및 융합 기술이 인간의 조건을 개선할 희망을 제공한다고 본다. 사이버 철학자 알렉산더 바드와 얀 쇠더크비스트는 "미래학 삼부작(The Futurica Trilogy)"에서 인간 자체는 인류 역사 전반에 걸쳐 기본적으로 일정하지만(유전자는 매우 느리게 변화한다), 모든 관련 변화는 오히려 기술 혁신의 직접적 또는 간접적 결과라고 주장한다(밈은 매우 빠르게 변화한다). 왜냐하면 새로운 아이디어는 항상 기술 사용에서 비롯되며 그 반대는 아니기 때문이다. 따라서 인간은 역사의 주요 상수(constant)로, 기술은 주요 변수(variable)로 간주되어야 한다. 그러나 기술 변화의 위험에 대한 비판자들, 그리고 트랜스휴머니즘 철학자 닉 보스트롬과 같은 일부 옹호자들조차도 이러한 기술 중 일부가 위험을 초래할 수 있으며, 심지어 인류의 멸종 자체에 기여할 수도 있다고 경고한다. 즉, 일부 기술은 실존적 위험을 포함할 수 있다.
많은 윤리적 논쟁은 유익한 형태의 기술에 대한 접근권을 배분하는 데 있어 분배 정의 문제에 초점을 맞추고 있다. 환경 윤리학자 빌 매키벤을 포함한 일부 사상가들은 첨단 기술의 지속적인 개발에 반대하는데, 부분적으로는 그 이점이 불평등하게 분배되어 빈곤층의 어려움을 악화시킬 수 있다는 우려 때문이다. 이와 대조적으로, 발명가 레이 커즈와일은 신흥 및 융합 기술이 빈곤을 없애고 고통을 종식시킬 수 있고 또 그렇게 될 것이라고 믿는 기술 유토피아주의자 중 한 명이다.
마틴 포드(Martin Ford)와 같은 일부 분석가들은 "터널 속의 빛: 자동화, 가속 기술과 미래 경제(The Lights in the Tunnel: Automation, Accelerating Technology and the Economy of the Future)"의 저자로서, 정보 기술이 발전함에 따라 로봇 및 다른 형태의 자동화가 궁극적으로 기계와 소프트웨어가 대부분의 일상적인 작업을 수행하는 근로자의 능력을 맞추고 초과하기 시작하면서 상당한 실업을 초래할 것이라고 주장한다.

로봇공학과 인공지능이 더 발전하면서, 많은 숙련된 직업마저도 위협받을 수 있다. 기계 학습과 같은 기술은 궁극적으로 컴퓨터가 상당한 교육을 요구하는 많은 지식 기반 작업을 수행하도록 허용할 수 있다. 이는 모든 기술 수준에서 상당한 실업, 대부분의 근로자에 대한 임금 정체 또는 하락, 그리고 자본 소유자가 경제의 점점 더 큰 부분을 차지함에 따라 소득과 부의 집중 증가를 초래할 수 있다. 이는 다시 소비지출과 경제 성장의 침체로 이어질 수 있는데, 이는 대다수 인구가 경제에서 생산되는 제품과 서비스를 구매할 충분한 가처분 소득이 없기 때문이다.

## 신흥 기술의 예시

### 인공지능
인공지능(AI)은 기계 또는 소프트웨어에 의해 발현되는 하위 지능이며, 동물과 유사한 지능을 가진 기계 및 소프트웨어를 개발하는 컴퓨터 과학의 한 분야이다. 주요 AI 연구자와 교과서는 이 분야를 "지능형 에이전트의 연구 및 설계"로 정의하며, 여기서 지능형 에이전트는 환경을 인지하고 성공 가능성을 극대화하는 행동을 취하는 시스템이다. 1956년에 이 용어를 만든 존 매카시는 이를 "지능형 기계를 만드는 연구"로 정의한다.

AI 연구의 핵심 기능(또는 목표)에는 추론, 지식, 계획, 학습, 자연어 처리 (통신), 지각, 그리고 물체를 움직이고 조작하는 능력이 포함된다. 일반 지능(또는 "강인공지능")은 여전히 이 분야의 장기 목표 중 하나이다. 현재 인기 있는 접근 방식으로는 딥러닝, 통계적 방법, 계산 지능 및 전통적인 상징적 AI가 있다. AI에 사용되는 도구는 매우 많으며, 검색 및 수학적 최적화, 논리, 확률 및 경제 기반 방법 등을 포함한다. 

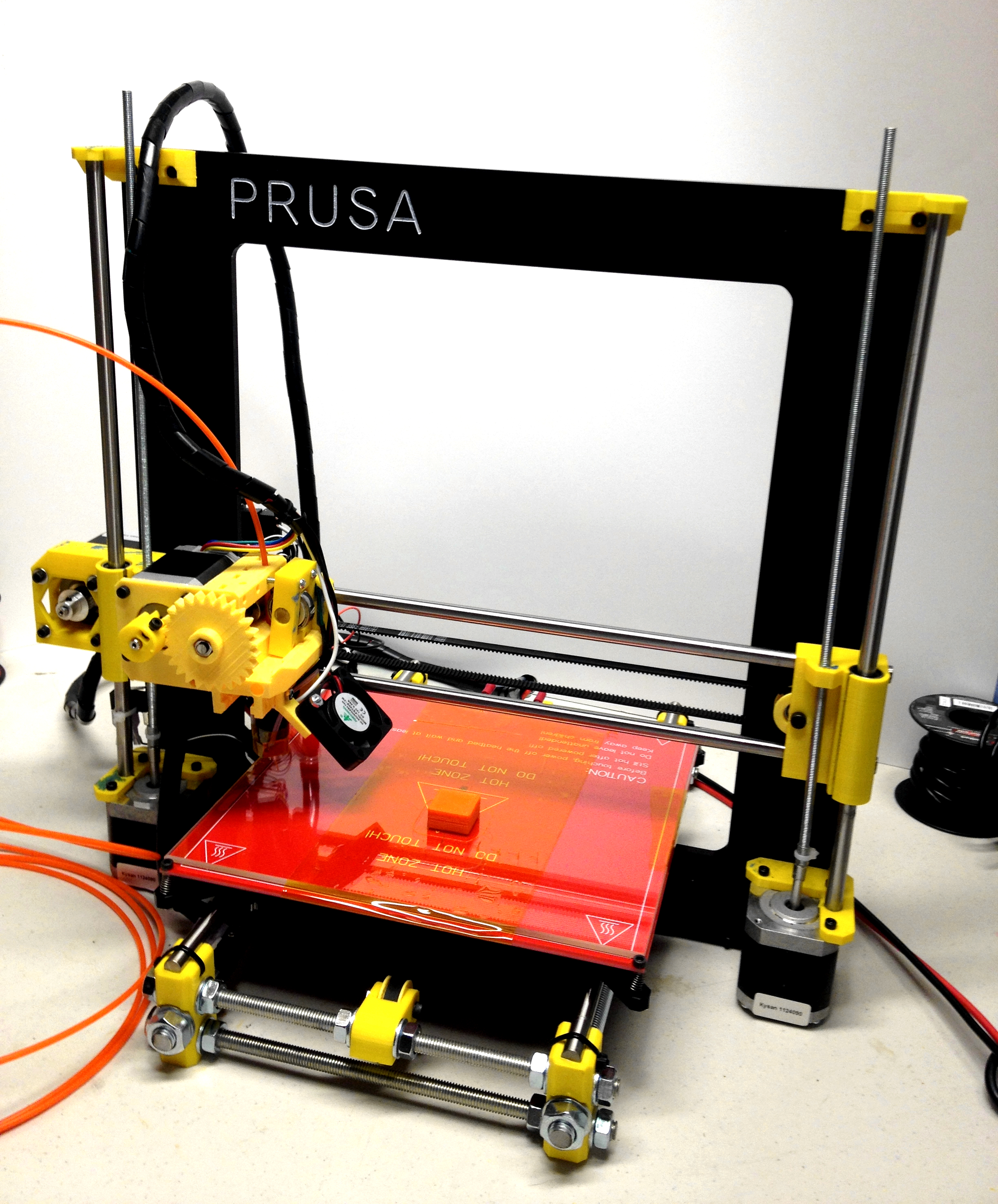
3D 프린터

### 3차원 인쇄
3차원 인쇄는 적층 제조라고도 불리며, 제러미 리프킨 등에 의해 제3차 산업 혁명의 일부로 제시되었다.
인터넷 기술과 결합된 3차원 인쇄는 사실상 모든 물질 제품의 디지털 청사진을 즉시 다른 사람에게 전송하여 현장에서 생산할 수 있게 하여, 온라인에서 제품을 구매하는 것을 거의 즉각적으로 만든다.
이 기술은 아직 대부분의 제품을 생산하기에는 너무 조악하지만, 빠르게 발전하고 있으며 2013년에는 3D 프린팅된 총기 문제로 논란이 일었다.

### 유전자 치료
유전자 치료는 1990년 말/1991년 초에 아데노신 탈아미노효소 결핍증에 대해 처음으로 성공적으로 시연되었지만, 이 치료법은 체세포적이었고 – 즉, 환자의 생식계열에 영향을 미치지 않아 유전되지 않았다. 이는 다른 유전 질환에 대한 치료법의 길을 열었고, 환자의 배우자 및 자손에게 영향을 미치는 치료법인 생식계열 유전자 치료에 대한 관심을 증가시켰다.
1990년 9월부터 2014년 1월 사이에 약 2,000건의 유전자 치료 임상시험이 수행되거나 승인되었다.

### 암 백신
암 백신은 기존의 암을 치료하거나 특정 고위험군 개인에게 암 발병을 예방하는 백신이다. 기존 암을 치료하는 백신은 치료용 암 백신으로 알려져 있다. 현재 전반적으로 암을 예방할 수 있는 백신은 없다.
2009년 4월 14일, 덴드레온 코퍼레이션은 전립선암 치료를 위해 설계된 암 백신인 프로벤지의 3상 임상시험이 생존율 증가를 입증했다고 발표했다. 2010년 4월 29일, 미국 식품의약국 (FDA)으로부터 진행성 전립선암 환자 치료용으로 승인을 받았다. 프로벤지의 승인은 이러한 유형의 치료에 대한 관심을 불러일으켰다.

### 배양육
배양육은 시험관 내 육류, 클린 육류, 동물 학대 없는 육류, 쉬미트, 시험관 육류라고도 불리며, 도축된 소에서 채취한 태아 송아지 혈청을 제외하고는 살아있는 동물의 일부가 아니었던 동물 살코기 제품이다. 21세기에는 여러 연구 프로젝트가 실험실에서 시험관 내 육류를 연구해 왔다. 네덜란드 팀이 만든 최초의 시험관 내 쇠고기 버거는 2013년 8월 런던에서 언론 시연회에서 시식되었다. 시험관 내 육류가 상업적으로 이용 가능해지기까지는 극복해야 할 어려움이 남아 있다. 배양육은 엄청나게 비싸지만, 기술이 발전함에 따라 기존 육류와 경쟁할 수 있을 정도로 비용이 절감될 것으로 예상된다. 시험관 내 육류는 또한 윤리적 문제이다. 일부는 도살을 포함하지 않고 동물 학대의 위험을 줄이기 때문에 전통적으로 얻은 육류보다 덜 비난받을 만하다고 주장하는 반면, 다른 일부는 자연적으로 발전하지 않은 육류를 먹는 것에 동의하지 않는다.

### 나노 기술
나노기술(때로는 나노테크라고도 줄여 부른다)은 원자, 분자, 초분자 규모에서 물질을 조작하는 것이다. 나노기술에 대한 가장 초기이자 널리 퍼진 설명은 거시 규모 제품 제작을 위해 원자와 분자를 정밀하게 조작하는 특정 기술 목표를 언급했는데, 이는 현재 분자 나노기술이라고도 불린다. 나노기술에 대한 더 일반적인 설명은 이후 미국 국립 나노기술 이니셔티브에 의해 확립되었는데, 이는 나노기술을 1에서 100 나노미터 크기의 최소한 하나의 차원을 가진 물질을 조작하는 것으로 정의한다. 이 정의는 이 규모에서 양자 역학적 효과가 중요하기 때문에, 특정 기술 목표에서 주어진 크기 임계값 미만에서 발생하는 물질의 특수 특성을 다루는 모든 유형의 연구 및 기술을 포함하는 연구 범주로 정의가 바뀌었음을 반영한다.

### 로봇공학
로봇공학은 로봇의 설계, 건설, 운영 및 응용뿐만 아니라 제어, 감각 피드백 및 정보 처리를 위한 컴퓨터 시스템을 다루는 기술 분야이다. 이러한 기술은 위험한 환경, 공장, 창고 또는 주방에서 인간을 대체할 수 있거나 외모, 행동 및 인지 면에서 인간을 닮은 자동화된 기계를 다룬다. 인간을 닮은 로봇의 좋은 예는 홍콩 기반 회사 핸슨 로보틱스가 개발하여 2015년 4월 19일에 활성화된 사회적 휴머노이드 로봇 소피아이다. 오늘날의 많은 로봇은 자연에서 영감을 받아 생체모방 로봇공학 분야에 기여한다.

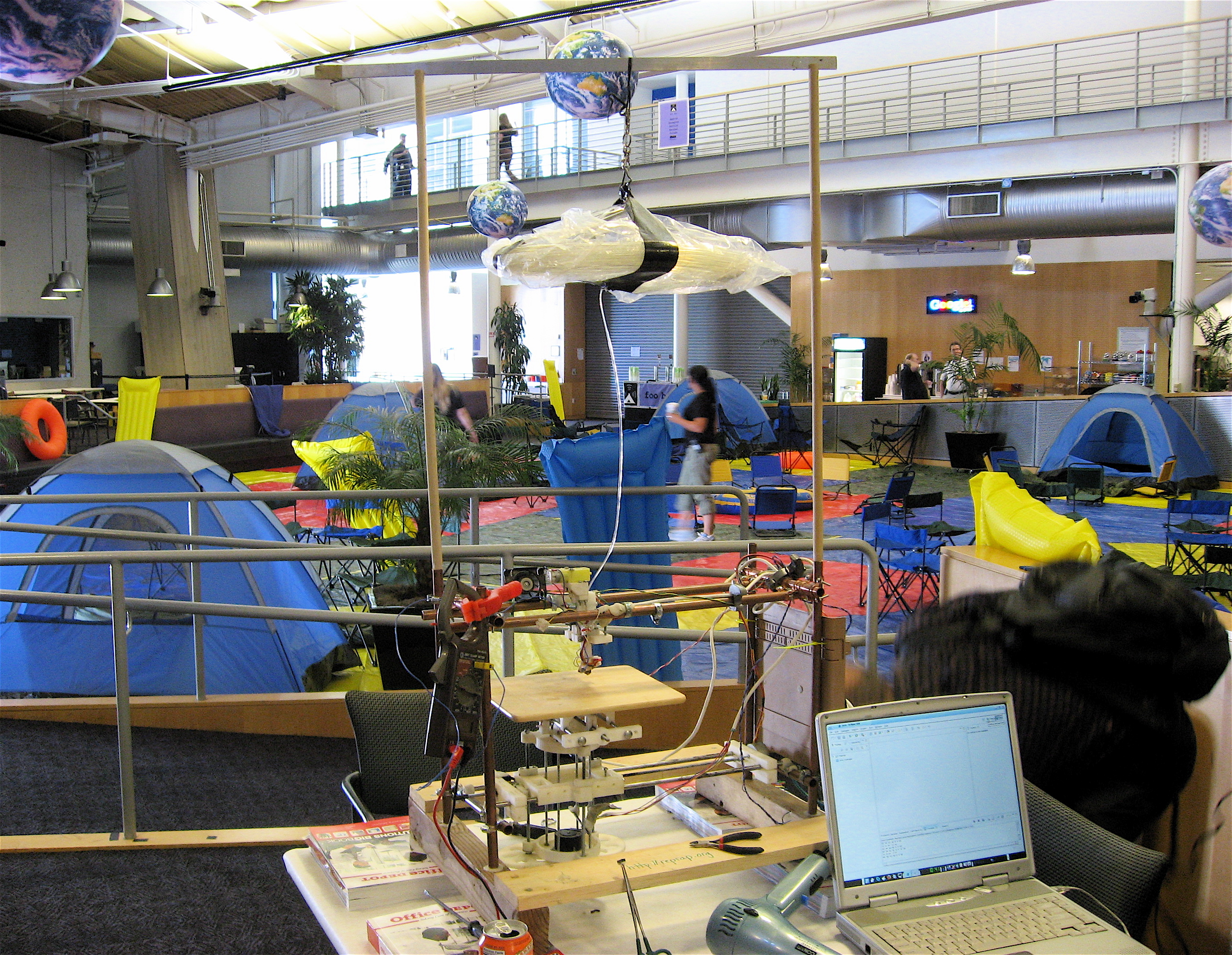
자가 복제 3D 프린터

### 줄기세포 치료
줄기세포 치료는 질병이나 부상을 치료하기 위해 손상된 조직에 새로운 성체 줄기세포를 주입하는 중재 전략이다. 많은 의학 연구자들은 줄기세포 치료가 인간 질병의 양상을 바꾸고 고통을 완화할 잠재력을 가지고 있다고 믿는다. 줄기세포가 자가 재생하고 다양한 분화 능력 정도를 가진 후속 세대를 생성하는 능력은 거부 반응 및 부작용의 위험을 최소화하면서 신체의 질병 및 손상 부위를 잠재적으로 대체할 수 있는 조직 생성에 상당한 잠재력을 제공한다.
키메라 항원 수용체(CAR) 변형 T 세포는 B 세포 악성종양에 대해 구현되는 암 치료를 위한 다른 면역 치료법 중에서 부상하고 있다. 이 혁신적인 기술의 유망한 결과에도 불구하고, CAR-T 세포는 다른 유형의 암에 대해 신뢰할 수 있고 더 효율적인 치료법을 제공하기 위해 아직 극복해야 할 한계가 있다.

### 분산원장기술
분산원장기술 또는 블록체인 기술은 투명하고 변경 불가능한 거래 목록을 제공한다. 공급망에서 암호화폐에 이르기까지 개방형 분산형 데이터베이스가 필요한 광범위한 용도가 제안되었다.
스마트 계약은 미리 정의된 조건이 충족되면 실행되는 자체 실행 거래이다. 목표는 기존 계약법보다 우수한 보안을 제공하고 거래 비용과 지연을 줄이는 것이다. 이 원래 아이디어는 1994년 닉 사보에 의해 구상되었지만 블록체인 개발 전까지는 실현되지 않았다.

### 증강 현실
디지털 그래픽이 실시간 영상에 로드되는 이러한 유형의 기술은 20세기부터 존재했지만, 더 강력한 컴퓨팅 하드웨어의 등장과 오픈 소스의 구현 덕분에 이 기술은 우리가 불가능하다고 생각했던 일들을 할 수 있게 되었다. 이 기술을 사용한 방법으로는 포켓몬 GO, 스냅챗 및 인스타그램 필터와 같은 앱, 그리고 실제 사물에 허구적인 것들을 만드는 다른 앱들이 있다.

### 다용도 로켓
재사용 로켓은 발사 후 폐기되는 일회용 로켓과 달리, 미리 지정된 장소에 안전하게 착륙하여 나중 발사에 다시 사용될 수 있도록 회수될 수 있다. 초기 프로토타입으로는 1990년대에 시험된 맥도넬 더글러스 DC-X가 있었지만, 스페이스X는 2010년대에 운용 중인 궤도 발사체인 팰컨 9의 1단에서 추진 재사용을 처음으로 사용한 회사였다. 스페이스X는 또한 스타십이라는 완전 재사용 로켓을 개발 중이다. 재사용 로켓을 개발하는 다른 기관으로는 블루 오리진과 로켓 랩이 있다.

## 신흥 기술의 발전
혁신이 경제 성장을 주도하고 새로운 발명에서 큰 경제적 보상이 나오기 때문에, 신흥 기술 개발에 많은 자원(자금 및 노력)이 투입된다. 이러한 자원의 일부 출처는 아래에 설명되어 있다.

### 연구개발
연구개발은 일반적으로 기술 발전을 목표로 하며, 따라서 신흥 기술 개발을 포함한다. 또한 국가별 연구 및 개발비 지출 목록을 참조하라.
응용 연구는 과학의 실제 적용을 포함하는 체계적인 탐구의 한 형태이다. 이는 종종 국가, 기업 또는 고객 중심의 특정 목적을 위해 연구 공동체(학계)의 축적된 이론, 지식, 방법 및 기술의 일부에 접근하고 사용한다.
과학 정책은 과학 및 연구 활동의 수행에 영향을 미치는 정책과 관련된 공공 정책 분야이며, 상업 제품 개발, 무기 개발, 건강 관리 및 환경 모니터링을 촉진하기 위한 기술 혁신과 같은 다른 국가 정책 목표를 추구하기 위한 과학 자금 지원을 포함한다.

### 특허

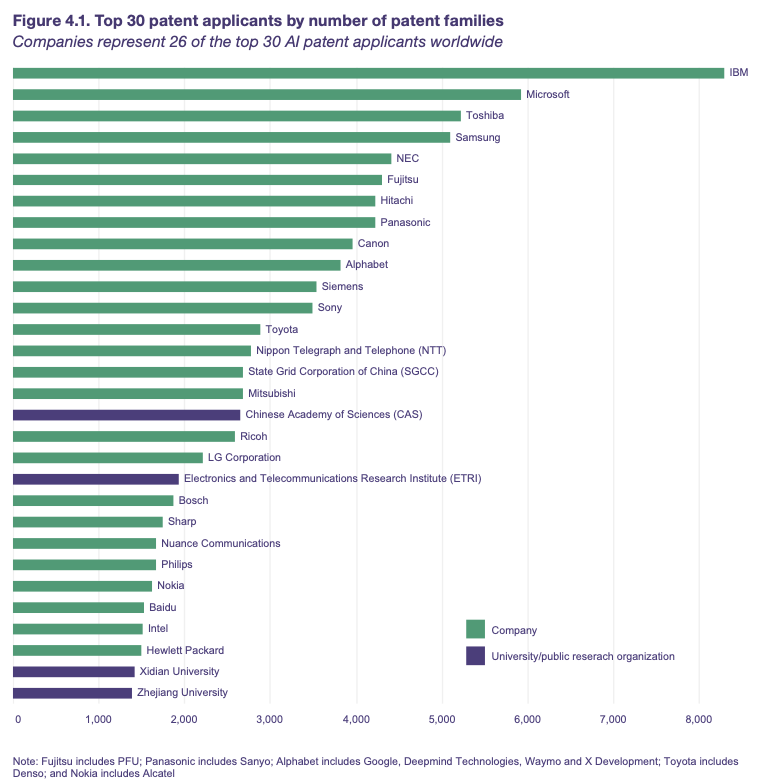
2016년 상위 30개 AI 특허 출원자

특허는 발명가에게 새로운 기술 발명품의 제조, 판매, 사용, 임대 등에 대한 독점적인 권리를 제한된 기간(최소 20년, 관할권에 따라 기간 다름) 동안 부여한다. 인공지능, 로봇 발명품, 신소재 또는 블록체인 플랫폼은 특허를 받을 수 있으며, 특허는 이러한 발명품을 만드는 데 사용된 기술 노하우를 보호한다. 2019년에 세계 지식 재산 기구(WIPO)는 특허 출원 및 허가된 특허 수 측면에서 AI가 가장 다작하는 신흥 기술이라고 보고했으며, 사물인터넷은 시장 규모 측면에서 가장 크다고 추정되었다. 그 뒤를 이어 빅데이터 기술, 로봇 공학, AI, 3D 프린팅 및 5세대 이동 통신 서비스(5G)가 시장 규모 측면에서 뒤를 이었다. AI가 1950년대에 등장한 이래로, 혁신가들은 34만 건의 AI 관련 특허 출원을 제출했으며, 연구자들은 160만 건의 과학 논문을 발표했는데, 대부분의 AI 관련 특허 출원은 2013년 이후에 발표되었다. 상위 30개 AI 특허 출원 기업 중 26개는 기업이며, 나머지 4개는 대학 또는 공공 연구 기관이다.

### 방위고등연구계획국
DARPA (Defense Advanced Research Projects Agency)는 군사용 신흥 기술 개발을 담당하는 미 국방부의 기관이다.
DARPA는 1958년 드와이트 D. 아이젠하워 대통령에 의해 ARPA(Advanced Research Projects Agency)로 설립되었다. 그 목적은 즉각적인 군사적 요구 사항을 넘어서 기술과 과학의 지평을 넓히기 위한 연구 개발 프로젝트를 수립하고 실행하는 것이었다.
DARPA가 자금을 지원한 프로젝트들은 인터넷 및 글로벌 위치 시스템 기술과 같은 많은 비군사 분야에 영향을 미친 중요한 기술들을 제공했다.

### 기술 경연 및 수상
기술의 한계(일반적으로 신흥 기술과 동의어)를 확장하도록 인센티브를 제공하는 상들이 있다. 이러한 상들 중 일부는 기술적 돌파구의 장점 분석을 통해 사후에 성과를 보상하는 반면, 다른 일부는 아직 달성되지 않은 목표에 대해 제공되는 상금 경연을 통해 인센티브를 제공한다.
오르테이그 상은 프랑스 호텔리어 레몽 오르테이그가 뉴욕시와 파리 간의 최초의 무착륙 비행에 대해 1919년에 제안한 25,000달러 상금이었다. 1927년, 언더독이었던 찰스 린드버그는 세인트루이스의 정신이라고 불리는 개조된 단일 엔진 라이언 항공기로 이 상을 수상했다. 총 9개 팀이 오르테이그 상을 위해 40만 달러를 지출했다.
X 프라이즈 재단이라는 비영리 단체가 설계하고 관리하는 일련의 공개 경쟁인 XPRIZE 상은 인류에게 도움이 될 수 있는 기술 개발을 장려하기 위한 것이다. 현재까지 가장 유명한 XPRIZE는 우주선 개발과 관련된 1,000만 달러 안사리 XPRIZE였는데, 이는 2004년에 스페이스십원 개발로 수여되었다.
튜링상은 ACM이 "컴퓨팅 커뮤니티에 기술적으로 기여한 개인"에게 매년 수여하는 상이다. 기여는 컴퓨터 분야에 지속적이고 주요한 기술적 중요성을 가져야 한다고 명시되어 있다. 튜링상은 일반적으로 컴퓨터 과학 분야에서 가장 높은 영예로 인정되며, 2014년에는 상금이 100만 달러로 증가했다.
밀레니엄 기술상은 핀란드 산업 및 핀란드 국가와 협력하여 설립된 독립 기금인 테크놀로지 아카데미 핀란드에서 2년마다 한 번씩 수여한다. 최초 수상자는 월드 와이드 웹의 발명가인 팀 버너스리였다.
2003년, 데이비드 고벨은 메투셀라 생쥐 상 (Mprize)에 시드 자금을 지원하여 인간과 유전적으로 유사한 쥐에서 새로운 수명 연장 치료법 개발을 장려했다. 지금까지 3개의 생쥐상이 수여되었다. 서던 일리노이 대학교의 안드레이 바르트케(Andrzej Bartke) 박사에게는 장수 기록을 깬 공로로, 캘리포니아 대학교의 스티븐 스핀들러(Stephen Spindler) 박사에게는 후기 발병 회춘 전략으로, 데이브 샤프(Z. Dave Sharp) 박사에게는 라파마이신(rapamycin) 약물 연구에 대한 공로로 수여되었다.

## SF (장르)의 역할
과학 소설은 종종 기술 발전의 창의적이고 흥미로운 가능성을 제시함으로써 혁신과 새로운 기술에 영향을 미쳤다. 예를 들어, 많은 로켓 개척자들은 과학 소설에서 영감을 받았다. 다큐멘터리 하우 윌리엄 샤트너 체인지드 더 월드는 상상 속의 기술이 현실이 된 여러 사례를 설명한다.

## 블리딩 엣지
블리딩 엣지라는 용어는 "선도적 기술(leading edge)"과 "최첨단(cutting edge)"이라는 유사 용어에 대한 환유로 일부 신기술을 지칭하는 데 사용되어 왔다. 이는 소프트웨어 또는 하드웨어의 신뢰할 수 없음으로 인해 증가된 위험이 따르지만, 훨씬 더 큰 발전을 의미하는 경향이 있다. 이 용어가 사용된 최초의 기록된 예는 1983년 초로 거슬러 올라가는데, 한 은행 임원이 스토리지 테크놀로지 코퍼레이션을 언급하며 이 용어를 사용한 것으로 인용되었다.

## 같이 보기
- 신흥 기술 목록
- 생체보존주의
- 생명윤리학
- 생명정치
- 진화 생물학의 현재 연구
- 미래학 (미래 연구)
- 미래학
- 인류의 미래 연구소
- 윤리 및 신흥 기술 연구소
- 생명공학 및 인간의 미래 연구소
- 기술 변화
  - 차등 기술 개발
  - 변화 가속화
    - 무어의 법칙

  - 혁신
  - 기술 혁명
- 기술 혁신 시스템
- 기술 유토피아주의
- 테크노-진보주의
- 트랜스휴머니즘
  - 기술적 특이점

## 내용주
1. ↑  Other examples of developments described as "emerging technologies" can be found here – O'Reilly Emerging Technology Conference 2008.

## 더 읽어보기
일반
- Giersch, H. (1982). Emerging technologies: Consequences for economic growth, structural change, and employment : symposium 1981. Tübingen: Mohr.
- Jones-Garmil, K. (1997). The wired museum: Emerging technology and changing paradigms. Washington, DC: American Association of Museums.
- Kaldis, Byron (2010). "Converging Technologies". Sage Encyclopedia of Nanotechnology and Society, Thousand Oaks: CA, Sage
- Rotolo D.; Hicks D.; Martin B. R. (2015). 《What is an emerging technology?》. 《Research Policy》 44. 1827–1843쪽. arXiv:1503.00673. doi:10.1016/j.respol.2015.06.006. S2CID 15234961.

법률 및 정책
- Branscomb, L. M. (1993). Empowering technology: Implementing a U.S. strategy. Cambridge, Mass: MIT Press.
- Raysman, R., & Raysman, R. (2002). Emerging technologies and the law: Forms and analysis. Commercial law intellectual property series. New York, N.Y.: Law Journal Press.

정보 및 학습
- Hung, D., & Khine, M. S. (2006). Engaged learning with emerging technologies. Dordrecht: Springer.
- Kendall, K. E. (1999). Emerging information technologies: Improving decisions, cooperation, and infrastructure. Thousand Oaks, Calif: Sage Publications.

삽화
- Weinersmith, Kelly; Weinersmith, Zach (2017). 《Soonish: Ten Emerging Technologies That'll Improve and/or Ruin Everything》. Penguin Press. ISBN 978-0399563829.

기타
- Cavin, R. K., & Liu, W. (1996). Emerging technologies: Designing low power digital systems. [New York]: Institute of Electrical and Electronics Engineers.